# Ishikawa (Familienname)
Ishikawa (jap. 石川) ist ein japanischer Familienname. Bei einer Erhebung im Jahr 2008 war er auf Platz 28 der 100 häufigsten Familiennamen in Japan.

## Herkunft und Bedeutung
Ishikawa ist entweder ein Wohnstätten- oder ein Herkunftsname. Als Wohnstättenname geht er auf die Bedeutung der japanischen Schriftzeichen 石 (dt. Stein) und 川 (dt. Fluss) zurück; er bezeichnete also Personen die an einem steinigen Fluss wohnten. Als Herkunftsname erfolgte die Benennung nach dem Siedlungs- und Gebietsnamen Ishikawa (mehrfach in Japan).

## Namensträger
- Akira Ishikawa (Rechtswissenschaftler) (1931–2015), japanischer Rechtswissenschaftler
- Akira Ishikawa (Schlagzeuger) (1934–2002), japanischer Jazzmusiker
- Chiaki Ishikawa (* 1969), japanische Sängerin und Komponistin
- Ishikawa Chiyomatsu (1861–1935), japanischer Biologe
- Daichi Ishikawa (* 1996), japanischer Fußballspieler
- Emerick Ishikawa (1920–2006), US-amerikanischer Gewichtheber
- Ishikawa Goemon (1558–1594), japanischer Räuber
- Haruna Ishikawa (* 1994), japanische Skirennläuferin
- Hiromasa Ishikawa (* 2002), japanischer Fußballspieler
- Hironori Ishikawa (* 1988), japanischer Fußballspieler
- Hiroto Ishikawa (* 1998), japanischer Fußballspieler
- Ishikawa Ichirō (1885–1970), japanischer Geschäftsmann
- Ishikawa Jōzan (1583–1672), japanischer Konfuzianist
- Ishikawa Jun (1899–1987), japanischer Schriftsteller
- Ishikawa Kaoru (1915–1989), japanischer Chemiker
- Kasumi Ishikawa (* 1993), japanische Tischtennisspielerin
- Kazuyoshi Ishikawa (* 1982), japanischer Leichtathlet
- Kayoko Ishikawa, japanische Animatorin
- Kei Ishikawa (* 1992), japanischer Fußballspieler
- Ken Ishikawa (eigentlich Ishikawa Ken’ichi; 1948–2006), japanischer Manga-Zeichner
- Ken Ishikawa (Fußballspieler) (* 1970), japanischer Fußballspieler
- Kentarō Ishikawa (* 1970), japanischer Fußballspieler
- Kentarō Ishikawa (Skilangläufer) (* 1994), japanischer Skilangläufer
- Ishikawa Kin’ichirō (1871–1945), japanischer Maler
- Kō Ishikawa (* 1970), japanischer Fußballspieler
- Kōji Ishikawa (Illustrator) (* 1963), japanischer Kinderbuchillustrator
- Kōji Ishikawa (Künstler) (* 1968), japanischer Maler
- Kōyō Ishikawa (1904–1989), japanischer Fotograf
- Masahiro Ishikawa (* 1990), japanischer Fußballspieler
- Ishikawa Masamochi (1753–1830), japanischer Kyōka-Dichter
- Masayuki Ishikawa (* 1974), japanischer Mangaka
- Miki Ishikawa (* 1991), US-amerikanische Schauspielerin
- Miyuki Ishikawa (1897–??), japanische Serienmörderin
- Motoaki Ishikawa (* 1967), japanischer Autorennfahrer
- Naohiro Ishikawa (* 1981), japanischer Fußballspieler
- Naoki Ishikawa (* 1985), japanischer Fußballspieler
- Naoto Ishikawa (* 1989), japanischer Fußballspieler
- Ishikawa Rika (* 1985), japanische Sängerin
- Rion Ishikawa (* 2003), japanische Fußballspielerin
- Ryō Ishikawa (* 1991), japanischer Golfer
- Ryosuke Ishikawa (* 1931), japanischer Entomologe
- Ishikawa Sanshirō (1876–1956), japanischer Sozialist und Anarchist
- Sayuri Ishikawa (* 1958), japanische Sängerin und Schauspielerin
- Ishikawa Shigehiko (1909–1994), japanischer Maler im Yōga-Stil
- Shuhei Ishikawa (* 1995), japanischer Hürdenläufer
- Ishikawa Tadao (1922–2007), japanischer Historiker
- Ishikawa Tairō (1765–1817), japanischer Samurai und Gelehrter
- Ishikawa Takeyoshi (1887–1961), japanischer Herausgeber
- Ishikawa Takuboku (1886–1912), japanischer Dichter und Literaturkritiker
- Tatsuya Ishikawa (* 1979), japanischer Fußballspieler
- Ishikawa Tatsuzō (1905–1985), japanischer Schriftsteller
- Tomohiro Ishikawa (* 1973), japanischer Politiker
- Ishikawa Toraji (eigentlich Ishikawa Ken’ichi; 1875–1964), japanischer Maler
- Toshiki Ishikawa (* 1991), japanischer Fußballspieler
- Ishikawa Toyonobu (1711–1785), japanischer Ukiyoe-Künstler
- Travis Ishikawa (* 1983), US-amerikanischer Baseballspieler
- Yoshinobu Ishikawa (* 1940), japanischer Politiker
- Ishikawa Yōzō (1925–2014), japanischer Politiker (LDP)
- Yui Ishikawa (* 1989), japanische Synchronsprecherin (Seiyū)
- Yūji Ishikawa (* 1979), japanischer Fußballspieler